# Carl Ferdinand Mickwitz
Carl Ferdinand Mickwitz (* 13. Septemberjul. / 25. September 1811greg. in Lihula; † 2. Junijul. / 14. Juni 1880greg. in Tartu) war ein deutschbaltischer Pädagoge, Dichter und Zensor.

## Leben und Werk
Carl Ferdinand Mickwitz studierte von 1828 bis 1833 Theologie an der Kaiserlichen Universität Dorpat und war anschließend bis 1849 Hauslehrer in Dorpat und Kabala, Kreis Viljandi. Von 1849 bis 1852 war er Gymnasiallehrer in Dorpat, danach am Dorpater Gymnasium bis zu seinem Tode Inspektor. Parallel dazu war er von 1851 bis 1874 Lektor für Estnisch an der Universität Dorpat. In dieser Eigenschaft bekleidete er von 1851 bis 1869 auch das Amt des Zensors.
Mickwitz hat innerhalb seiner Studentenverbindung einige Gedichte verfasst, die nach seinem Tod in einer Sammlung veröffentlicht worden sind. Er war der Vater des als Dichter und Journalist bekannt gewordenen Christoph von Mickwitz (1850–1924) und ist innerhalb der estnischen Kulturgeschichte vor allem durch seine Rolle bei der Herausgabe des estnischen Epos Kalevipoeg bekannt geworden.

## Mickwitz‘ Rolle bei der Herausgabe desKalevipoeg
Die Ende des 18. Jahrhunderts eingeführte Zensur entwickelte sich unter Nikolaus I. zu einer eigenen staatlichen Institution, die durch strenge Bestimmungen reguliert wurde. 1850 wurde in Tartu die Stelle eines Zensors geschaffen, weitere Zensoren für das estnischsprachige Schrifttum befanden sich in Tallinn und Pärnu. 1869 wurde die Zensurstelle nach Riga überführt, wo dann Mihkel Suigusaar verantwortlich war.
Als Friedrich Reinhold Kreutzwald 1853 seine erste Version des Kalevipoeg fertig hatte, wurde vom Präsidenten der Gelehrten Estnischen Gesellschaft, Gustav Santo, umgehend das Erscheinen des Epos in den Verhandlungen der Gesellschaft angekündigt. Dennoch dauerte es noch drei Jahre, ehe 1857 die erste Lieferung erscheinen konnte, weil Mickwitz in seiner Eigenschaft als Zensor eine Reihe von Passagen bemängelte. Insgesamt strich er rund 160 Zeilen, in denen von einer glücklichen Vorzeit der Esten in Freiheit und Frieden die Rede war. Kreutzwald war deprimiert und erbost und sparte nicht mit heftiger Kritik am Zensor. In einem Brief an seinen Freund Emil Sachssendahl, dem Sekretär der Gelehrten Estnischen Gesellschaft zieht er hemmungslos über Mickwitz her: „Herrn Mickwitzens Dummheit geht über jedwede Grenze hinaus und man kann sie als Musterbeispiel von Tölpelhaftigkeit anführen. Ein altes Mütterchen singt über das vergangene Glück aus Kalevs Tagen, die in die Zeit im Paradies, also an den Anfang der Welt verlegt werden, aber siehe da: Herr Mickwitz will den armen Esten nicht einmal das Glück eines märchenhaften Paradieses gönnen! Dann ist ja nur natürlich, dass er nach dem Vorbild seiner großen Vorfahren den Esten nicht einmal nach dem Tod das Paradies zu schenken vermag.“ In der Folgezeit erkundigte sich Kreutzwald nach Druckmöglichkeiten in Finnland, das zwar ebenfalls zum Russischen Reich gehörte, wo die Zensurverhältnisse aber weniger streng waren.
Obwohl Mickwitz in Sowjetzeiten der herrschenden Ideologie gemäß als „engstirniger Theologe mit erstarrten Ansichten“, der „den baltischen Baronen freundlich gesonnen ist und vor dem Zar kriecht“ abgekanzelt wurde, ist gerade ihm die Veröffentlichung des estnischen Epos als zweisprachige Ausgabe in den Verhandlungen der Gelehrten Estnischen Gesellschaft zu verdanken. Nämlich schrieb er am 12. November 1856 an seinen Vorgesetzten de la Croix, es handele sich beim Kalevipoeg um „ein poetisches Denkmal der älteren, dem gegenwärtigen Volke kaum mehr zugänglichen Volkssprache für das wissenschaftliche Interesse und des gebildeten Leserkreises [...], dem daher die zum besseren Verständnis des Zusammenhanges dienende, treue u. wohlgelungene deutsche Uebersetzung eine sehr dankenswerthe Beigabe sein muss.“ Damit war das Epos als „wissenschaftliche“ Ausgabe camoufliert, wodurch es nicht mehr zur „Aufwiegelung“ des Volkes dienen konnte. Zudem kostete diese Ausgabe insgesamt 3,50 Rubel, was sich ohnehin kaum jemand leisten konnte.

## Bibliografie
- Estonen-Lieder. Gesammelt und herausgegeben von Alexander Eggers. St. Petersburg: Buchdruckerei der „St. Pet. Ztg.“ 1890. 131 S. (Gedichte von Carl Ferdinand von Mickwitz auf den Seiten 40–43, 45, 54 f., 85–90, 92 f., 97.)
- Karl Taev: Kreutzwaldi “Kalevipoeg” ja tsaristlik tsensor, in: Looming 1/1952, S. 111–121.